# Numenius americanus
El zarapito americano (Numenius americanus) es un ave limícola del género Numenius propia de las costas y humedales de la Norteamérica central y occidental. 
Sus poblaciones se han reducido mucho desde comienzos de siglo, sobre todo a causa de la caza y de la pérdida de hábitat. Para 2006 se estima que habría unos 50 000 a 123 000 ejemplares.